# Camp Pendleton North, Kalifornien
Camp Pendleton North är en census-designated place (CDP) som utgör den norra delen av marinkårsbasen MCB Camp Pendleton i San Diego County, i delstaten Kalifornien, USA. Enligt United States Census Bureau har orten en folkmängd på 5 200 invånare (2010) och en landarea på 22,9 km².